# Marion Pellissier
Marion Pellissier (San Giovanni di Moriana, 16 settembre 1988) è un'ex sciatrice alpina francese.

## Biografia
Originaria di Montaimont, ha esordito in gare FIS il 18 novembre 2003 giungendo 44ª in slalom speciale a Tignes. Ha debuttato in Coppa Europa il 17 gennaio 2006 a Haus piazzandosi 38ª in discesa libera; nel 2008 ha disputato la sua prima gara in Coppa del Mondo sulle nevi di Crans-Montana, non riuscendo a concludere la seconda manche della combinata in programma, e ha conquistato il primo successo in Coppa Europa, nonché primo podio, in supercombinata a Sankt Moritz il 14 dicembre.
Il 18 dicembre 2009 ha colto a Val-d'Isère in supercombinata il suo miglior piazzamento in Coppa del Mondo (10ª), risultato bissato il 27 gennaio 2012 a Sankt Moritz nella medesima specialità. Il 29 gennaio 2015 ha ottenuto a Hinterstoder in combinata la sua ultima vittoria in Coppa Europa e il 19 marzo successivo il suo ultimo podio nel circuito, nella discesa libera disputata a Soldeu/El Tarter (3ª).

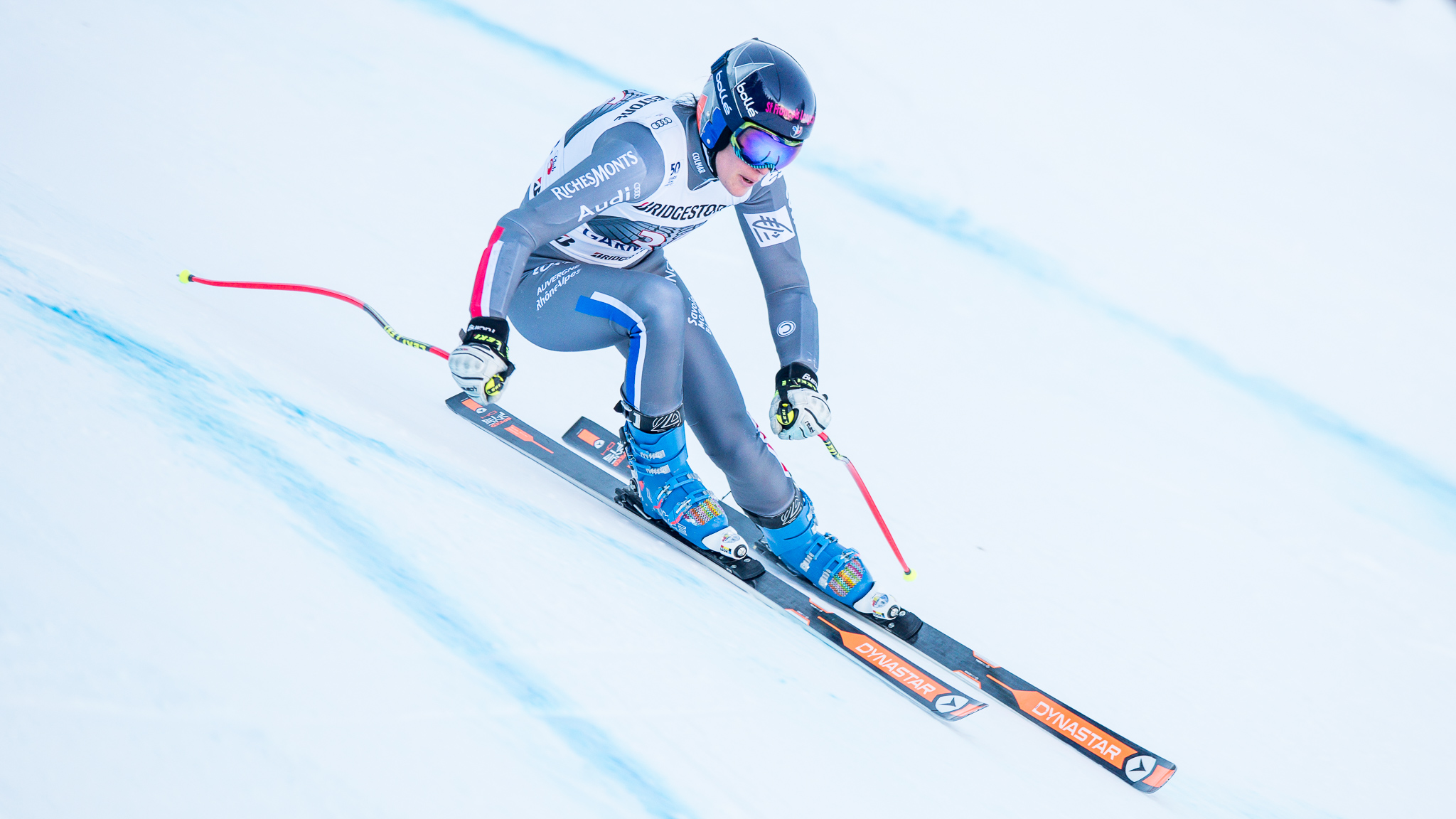
Marion Pellissier in gara a Garmisch-Partenkirchen nel 2017

Si è ritirata nel corso della stagione 2016-2017; la sua ultima gara è stata il supergigante di Coppa del Mondo disputato a Cortina d'Ampezzo il 29 gennaio, chiuso dalla Pellissier al 51º posto. In carriera non ha preso parte né a rassegne olimpiche né iridate.

## Palmarès

### Coppa del Mondo
- Miglior piazzamento in classifica generale: 61ª nel 2012

### Coppa Europa
- Miglior piazzamento in classifica generale: 10ª nel 2009
- Vincitrice della classifica di combinata nel 2015
- 7 podi:
  - 5 vittorie
  - 1 secondo posto
  - 1 terzo posto

#### Coppa Europa - vittorie
| Data             | Località              | Paese    | Specialità |
| ---------------- | --------------------- | -------- | ---------- |
| 14 dicembre 2008 | Sankt Moritz          | Svizzera | SC         |
| 20 dicembre 2008 | Altenmarkt-Zauchensee | Austria  | DH         |
| 15 febbraio 2011 | Abetone               | Italia   | GS         |
| 28 gennaio 2015  | Hinterstoder          | Austria  | SG         |
| 29 gennaio 2015  | Hinterstoder          | Austria  | SC         |

Legenda:

DH = discesa libera

GS = slalom gigante

SC = supercombinata

### Campionati francesi
- 4 medaglie[1]:
  - 1 oro (supercombinata nel 2009)
  - 1 argento (discesa libera nel 2009)
  - 2 bronzi (discesa libera nel 2007; discesa libera nel 2012)